# Finanzplatz Berlin
Der Finanzplatz Berlin umfasst alle Akteure der Finanz- und Versicherungsbranche – insbesondere sämtliche Banken, Versicherungen und sonstige Finanzdienstleister und ihre Beschäftigten – des Börsen-, Banken- und Versicherungsplatzes Berlin.
Der Finanzplatz Berlin weist unter allen deutschen Standorten die größte Anzahl an privaten Wagniskapitalgesellschaften auf und ist bei Startups im Finanzbereich – „Fintechs“ – in Deutschland und der EU führend.
Der Banken-/Finanzplatz Berlin gehörte gemäß GFCI-31-Ranking von März 2022 zu den weltweit größten Aufsteigern (Verbesserung um 18 Plätze auf insgesamt Rang 42, Rang 12 beim „Wohnortwunsch globaler Talente der Finanzbranche“ und hierbei mit Abstand bestplatzierter Standort im deutschsprachigen Raum) – der Berliner Finanzplatz liegt demnach als „besonders breit und tief aufgestellter etablierter internationaler Finanzplatz“ insgesamt vor Dublin und den Finanzplätzen in Städten wie Wien, Rom, Mumbai und deutlich vor jenen in Moskau und Warschau, ist jedoch noch ein Stück entfernt von seiner Positionierung vor dem Ersten Weltkrieg, als etwa die Berliner Börse knapp hinter jener in London und gleichauf mit der in New York lag und „Die Burgstraße“ als das kontinentaleuropäische Pendant zur Wall Street/„Wallstraße“ galt.

## Geschichte

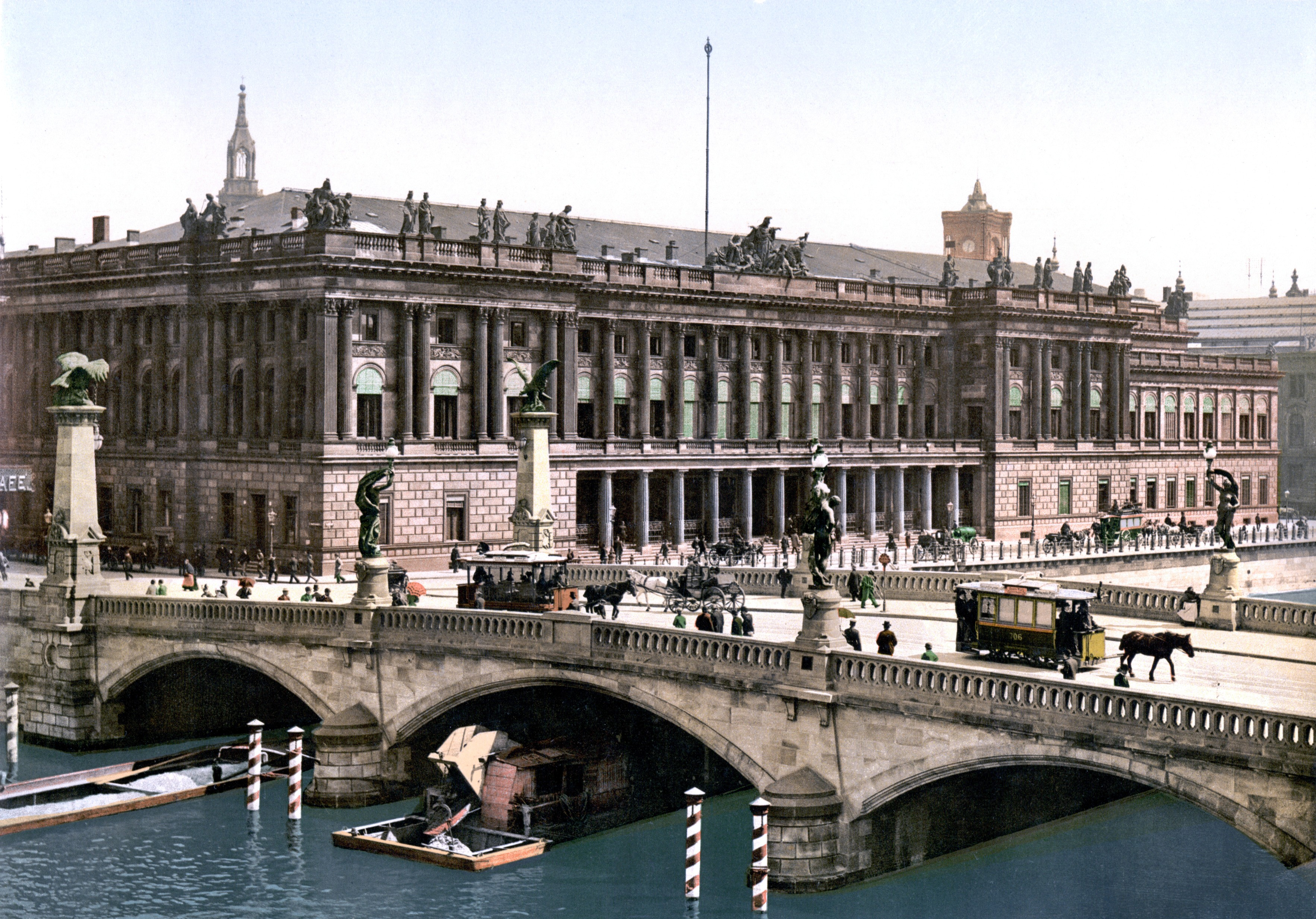
Berliner Börse an der Burgstraße, um 1900

Alter Hauptsitz der Deutschen Bank, Eckgebäude Behrenstraße Kanonierstraße (spätere Glinkastraße) um 1900; links am Rand das von der Union-Bank her kommende Gebäude

Die Berliner Finanzwirtschaft konnte vor dem Ersten und auch noch vor dem Zweiten Weltkrieg eine herausragende Bedeutung einnehmen. So war die Berliner Börse vor dem Ersten Weltkrieg gleich nach der in London und gleichauf mit derjenigen in New York die weltweit bedeutendste. Vor dem Zweiten Weltkrieg und der Teilung nahm Berlin mit mehr als 4,3 Millionen Einwohnern die Stellung einer Primatstadt für das Deutsche Reich ein. Mehr als 10 % der deutschen Wirtschaftsleistung wurden 1938 in Berlin erwirtschaftet.
Berlin war bereits im Kaiserreich und in der Weimarer Republik das unangefochtene Banken-, Versicherungs- und Hightech-Industrie-Zentrum des Deutschen Reiches. Insbesondere aufgrund der Teilung wurden die Banken aus Berlin vor allem nach Frankfurt a. M. und die Berliner Versicherungen vor allem nach München verlagert. 1950 sank der Anteil Berlins an der gesamtdeutschen Wirtschaftsleistung – gegenüber 1938 – um mehr als fünf Prozentpunkte und verharrte seitdem noch unter halbiertem Niveau, wohingegen der Anteil von den Regionen um Frankfurt a. M. und München jeweils – kontinuierlich bis 1990 – um mehr als zweieinhalb Prozentpunkte zunahm, was im Falle der Münchner Region mehr als einer Verdoppelung entsprach.
Nach 1990 setzten sich zudem Politiker wie der damalige Bundes-Verkehrsstaatssekretär Knittel dafür ein, dass mit dem neuen Berliner Flughafen keine Konkurrenz für das Münchner Interkontinental-Drehkreuz entsteht. Ferner sprach sich etwa Horst Seehofer dafür aus, Olympische Spiele (2036) – die als globales Großereignis zu einem Imagegewinn und Infrastrukturausbau in der Hauptstadt führen könnten – auf keinen Fall in Berlin stattfinden zu lassen.
Unter anderem infolge des fehlenden Interkontinental-Drehkreuzes und des medial beeinflussten, insbesondere in deutschen konservativen Kreisen beeinträchtigten Images Berlins sind bislang nur wenige einst in Berlin gegründete Weltkonzerne mit ihren Zentralen dorthin zurückgekehrt. Die deutsche Finanzwirtschaft bleibt dementsprechend weit von ihrer einstigen hohen Konzentration in Berlin entfernt und liegt weiterhin weit etwa hinter dem hochkonzentrierten Standort London zurück.
Durch den in Berlin bereits sehr lange ausgeprägten besonderen Gründergeist und ein hohes Maß an Innovativität konnte die Berliner Stadtökonomie die Phase der Stagnation – trotz der eingeschränkten politischen und infrastrukturellen Rahmenbedingungen sowie der in der älteren deutschen Wirtschaftselite u. a. noch als Folge des Kalten Krieges und der Teilung weit verbreiteten Skepsis gegenüber dem Standort – überwinden und eine Zeit des erneuten nachhaltigen Wachstums begann (ab etwa 2006). Berlin konnte sich im 21. Jahrhundert als Anziehungspunkt für digitale Nomaden und für globales junges Talent etablieren. So stieg Berlin etwa gemäß GFCI-31-Ranking von März 2022 auf Rang 12 beim „Wohnortwunsch globaler Talente der Finanzbranche“ auf und war hierbei der mit Abstand bestplatzierte Standort im deutschsprachigen Raum.
1925 wies Berlin 73.966 Beschäftigte im Finanzsektor auf (– zum Vergleich: Hamburg: 15.245; München: 11.353; Frankfurt a. M.: 9.671; Köln: 8.252; Stuttgart: 6.287; Düsseldorf: 4.714). Fast 100 Jahre später (Stand: Mitte 2023) gilt Berlin (wieder) als am schnellsten wachsender Banken-/Finanzplatz in Deutschland. So waren Mitte 2022 in Berlin 42.576 Menschen im Finanzsektor beschäftigt– allein im Banken- und Börsensektor 8.864 (+ 38 %) mehr als sieben Jahre zuvor.

## Behörden
Das Bundesministerium der Finanzen und die Berliner Senatsverwaltung für Finanzen haben ihren Sitz in Berlin.

## Börsen
In Berlin sind zwei Wertpapierbörsen – Berliner Börse und Tradegate Exchange – ansässig.
Mit einem Orderbuchumsatz von annähernd 106 Milliarden Euro war die Tradegate Exchange im Jahr 2018 „nach der Xetra-Plattform der Frankfurter Wertpapierbörse der größte Handelsplatz in Deutschland.“
2020 betrug der Umsatz der vereinigten Börsen Tradegate Exchange und Berliner Börse nach eigenen Angaben mehr als 400 Milliarden Euro.

## Banken

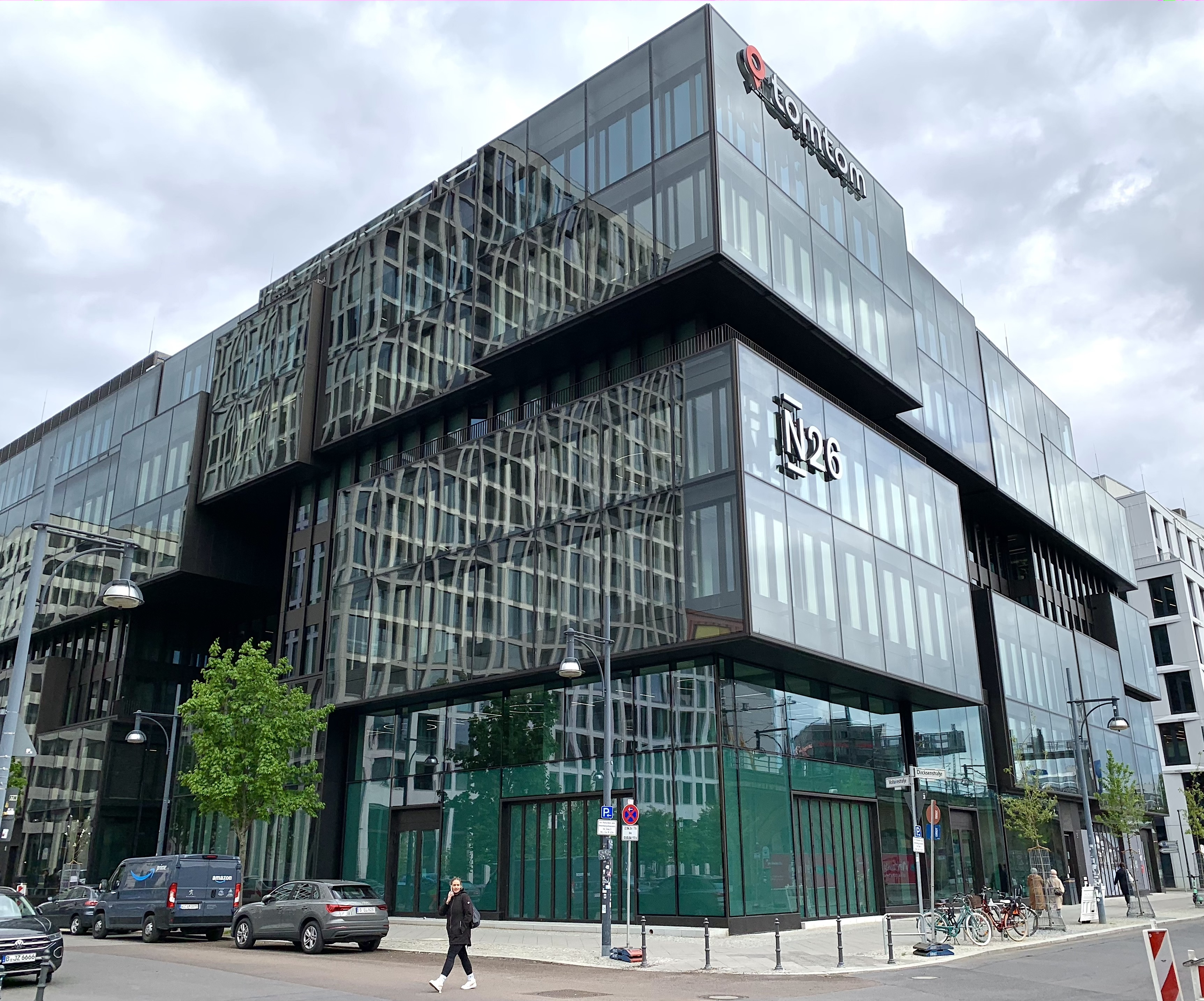
Hauptsitz von N26

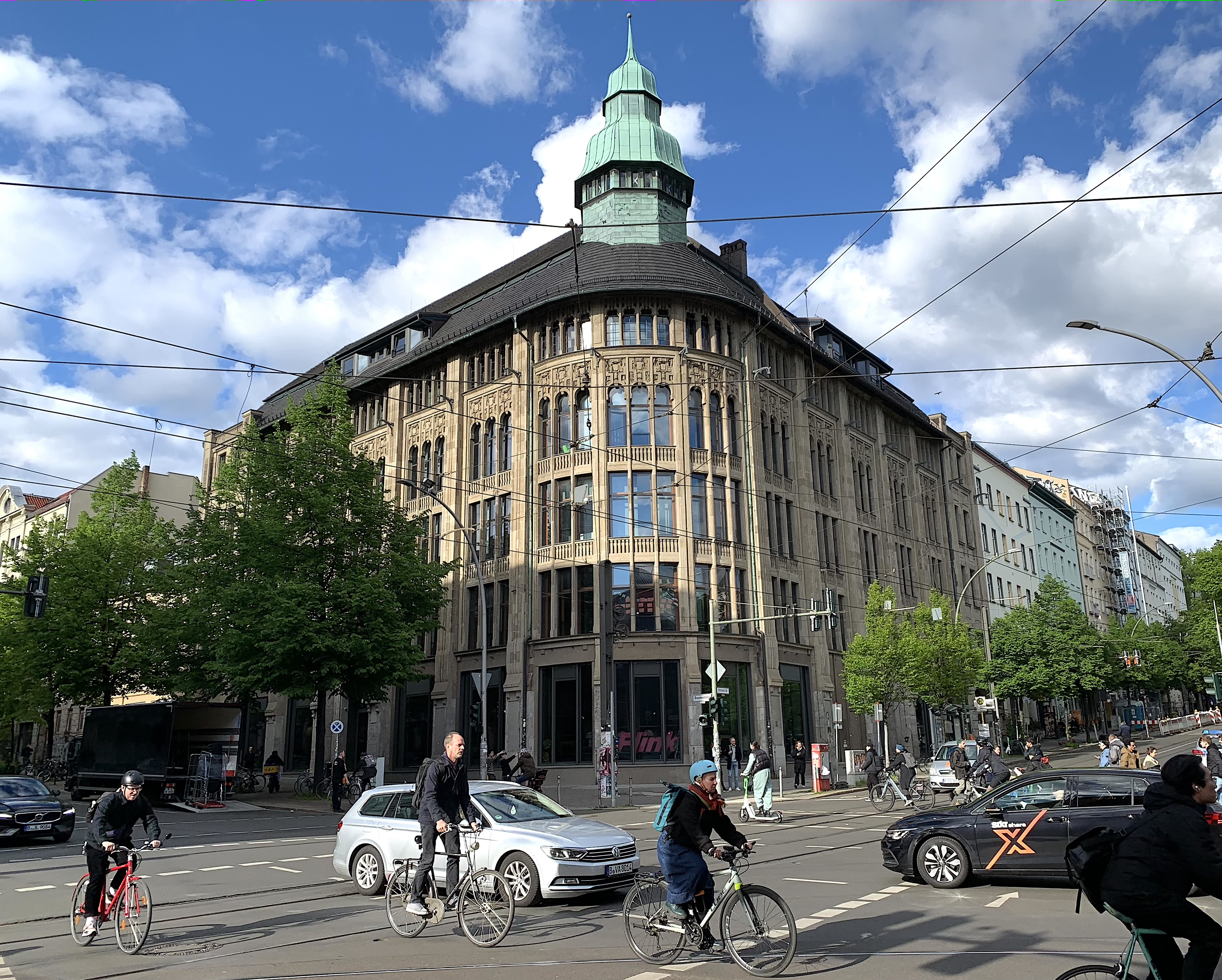
Hauptsitz von Trade Republic

Der Bankenstandort Berlin war 2020 unter anderem geprägt von 652 Unternehmen zur Erbringung von Finanzdienstleistungen mit ca. 13.500 Beschäftigten und einem Jahresumsatz von 3,95 Mrd. Euro; 28 Zentralbanken und Kreditinstituten mit ca. 11.700 Beschäftigten und einem Jahresumsatz von 3,35 Mrd. Euro; 454 Beteiligungsgesellschaften mit etwa 300 Beschäftigten und einem Jahresumsatz von 51,55 Mio. Euro sowie 43 Treuhand- und sonstigen Fonds mit ca. 90 Beschäftigten und einem Jahresumsatz von 215,39 Mio. Euro und wies eine Konzentration auf die Bezirke Charlottenburg-Wilmersdorf und Mitte auf.
Der Bankenplatz Berlin ist durch ein breites Spektrum an angebotenen Bankdienstleistungen und Bankarten gekennzeichnet: Die größte Direktbank aus Deutschland bzw. im Eigentum eines deutschen Unternehmens DKB, die größte deutsche Neobank N26, der größte deutsche Neobroker Trade Republic, Deutschlands größte Volksbank, mehrere weitere Genossenschaftsbanken (etwa Sparda-Bank, PSD Bank), die Landesbank Berlin / Sparkasse Berlin, die Investitionsbank Berlin, zahlreiche Privatbanken (etwa Weberbank, Quirin-Privatbank), Innovation-Labs, -Hubs (etwa von Deutscher Bank und Deutscher Börse) und eine zunehmende Anzahl ausländischer Banken (etwa Bank of China, ICBC) sind in Berlin ansässig. Zudem hat die Hauptverwaltung in Berlin und Brandenburg der Deutschen Bundesbank ihren Sitz in Berlin.
Am Bankenplatz Berlin befinden sich zudem die Sitze von zahlreichen Spitzenverbänden der Banken, darunter
- Bundesverband deutscher Banken (BdB)
- Deutscher Sparkassen- und Giroverband (DSGV)
- Bundesverband Öffentlicher Banken Deutschlands (VÖB)
- Bundesverband der Deutschen Volksbanken und Raiffeisenbanken (BVR),
- Verband deutscher Pfandbriefbanken (vdp),
- Verband der Privaten Bausparkassen[40]

Mitte 2022 waren im Berliner Bankensektor 32.126 Personen erwerbstätig. Der Berliner Bankenplatz gehört nach der Anzahl der Beschäftigten – zusammen mit Frankfurt a. M. und München – zu den Top-3-Standorten in Deutschland und wies prozentual und absolut in den letzten Jahren (2015 – 2022) das größte Beschäftigungswachstum unter allen deutschen Städten auf.

## Versicherungen
Berlin – Gründungsort der Allianz – ist nach Umsätzen der fünftgrößte Versicherungsplatz in Deutschland. 26 Versicherungen haben ihren Hauptsitz in der Stadt, alle großen deutschen Unternehmen der Branche sind in Berlin vertreten, die von hier aus strategisch ihre Aktivitäten u. a. in den neuen Bundesländern koordinieren. 32 Versicherungsdienstleister (rechtliche Einheiten) mit über 1.660 Beschäftigten erwirtschaften einen Jahresumsatz von 1,18 Milliarden Euro, davon: 26 Versicherungen, 1 Rückversicherung sowie 5 Pensionskassen und Pensionsfonds. Ihren Hauptsitz in Berlin haben unter anderem der Beamtenversicherungsverein, die Feuersozietät, die Ideal Versicherung, die Bavaria Direkt Versicherung und die Protektor Lebensversicherungs-AG. Zudem haben der Gesamtverband der Deutschen Versicherungswirtschaft (GDV), der Verband öffentlicher Versicherer (VöV) und der GKV-Spitzenverband ihren Sitz in Berlin.
2022 waren im Berliner Versicherungssektor 10.450 Beschäftigte tätig.

## Venture Capital
Berlin gilt als ein führender Wissenschaftsstandort in Europa mit zahlreichen innovativen Unternehmensgründungen und -ansiedlungen und ist zudem der Top-Standort deutschlandweit für Venture Capital. So wurden 2022 4,9 Milliarden Euro Risikokapital in Berliner Jungunternehmen investiert, womit die Berliner Startup-Szene fast 50 Prozent des insgesamt in Deutschland investierten Risikokapitals für sich beanspruchte.
Der VC-Standort Berlin weist ein breit gefächertes Netzwerk an Risikokapitalgebern, die den Finanzierungsbedarf in allen Phasen übernehmen, auf: Venture Capitalists, Business Angels, unternehmenseigene und hochschulnahe Acceleratoren und Inkubatoren. Zudem finden wichtige Finanzkonferenzen zu Private Equity in Berlin statt, so etwa das Deutsche Eigenkapitalforum oder der Deutsche Eigenkapitaltag.
In Berlin sind (Stand: 2022) über 190 VCs, mehr als 360 Business Angels und über 70 Acceleratoren ansässig.

## Weitere Finanzplatzakteure
Berlin ist als Bundeshauptstadt und Regierungssitz ein wichtiger Treffpunkt für deutsche und internationale Lobbyisten. Dementsprechend haben Wirtschaftsverbände und -institutionen ihren Sitz in Berlin. Ebenfalls vor Ort sind zahlreiche spezialisierte Wirtschaftsprüfer, Anwaltskanzleien und Unternehmensberatungen.
Am hoch-diversifizierten Finanzplatz Berlin befinden sich zudem etwa der Hauptsitz der größten europäischen Rating-Agentur Scope, der KPMG-Deutschlandsitz, Deutschlandsitze von Wirtschafts-/Finanzmarktrechtsgroßkanzleien (etwa CMS, Hengeler Mueller) sowie die Redaktionen von Wirtschaftsmedien und Börsenportalen (etwa Stiftung Warentest Finanzen, Capital, Wallstreet-Online).